# كارلوس كامبوس (راكب الكنو)
كارلوس كامبوس (بالإنجليزية: Carlos Campos) هو راكب الكنو برازيلي، ولد في 5 يوليو 1978.

## وصلات خارجية
- كارلوس كامبوس على موقع أوليمبيديا (الإنجليزية)